# Fengli

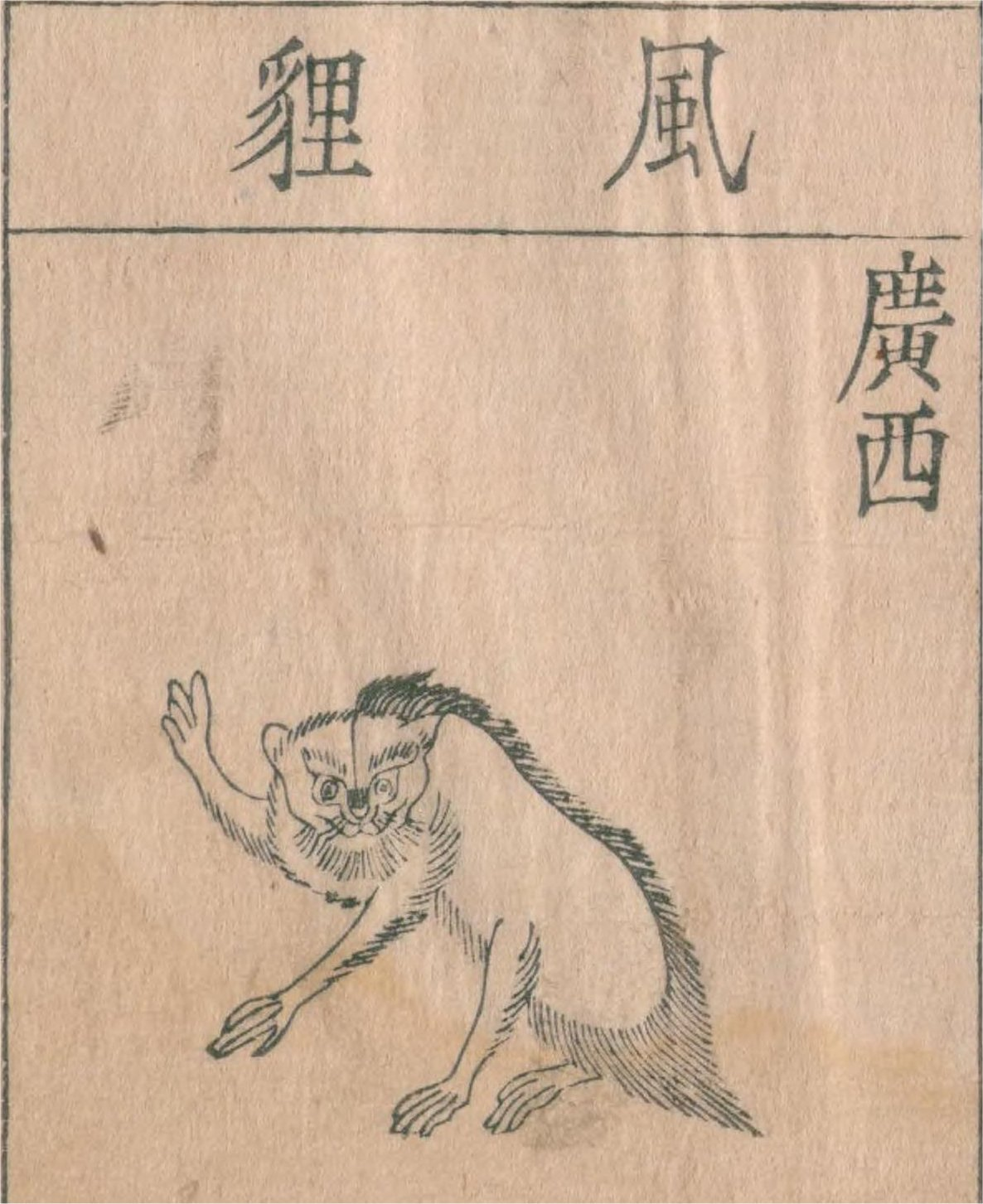
Illustrazione del fengli (giapponese:fūri) dall'Honzō kōmoku, 1653.

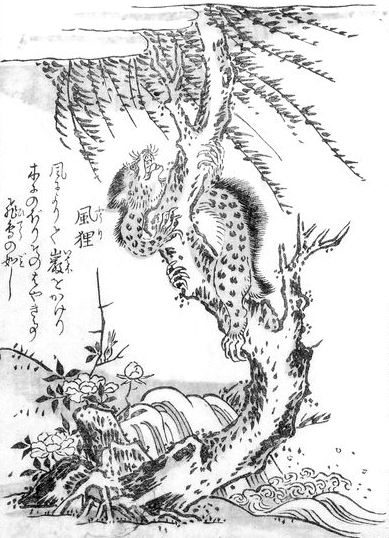
Illustrazione del “fūri” di Toriyama Sekien dal Konjaku hyakki shūi.

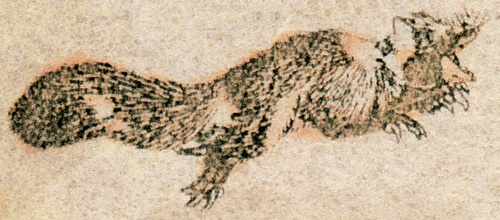
Un fūri da Hokusai Manga di Katsushika Hokusai

Fengli (風狸T, 风狸S, fēng líP, lett. "gatto leopardo del vento; procione del vento") è un leggendario mammifero volante tramandato nella letteratura cinese, le cui descrizioni, provenienti da varie fonti, furono raccolte nell'enciclopedia Taiping Yulan del X secolo, così come nel Běncǎo Gāngmù del XVI secolo. Apparve in Giappone durante il periodo Edo, in opere enciclopediche come il Wakan sansai zue, dove è menzionato con i nomi fūri e kazetanuki.

## Nomenclatura
Il nome tradizionale usato per designare la creatura (风狸 o 風貍), è composto dai caratteri "风" o "風" (fēng) che significa "vento", così come dal carattere 貍 o 狸 (lí) un carattere che designa un animale carnivoro di dimensioni relativamente modeste con un corpo allungato e una lunga coda. In Cina, designava in particolare varie specie di feliformi come i viverridi, ma soprattutto il gatto leopardo. Questo termine potrebbe essere tradotto letteralmente come "procione del vento" o più precisamente "gatto leopardo del vento".
Questo nome è stato usato per descrivere la creatura nel Bencao Gangmu e nelle enciclopedie successive, la voce fengli era originariamente un sotto-articolo all'interno della voce sul gatto leopardo.
Il nome della creatura è pronunciato fūri in giapponese, ma (erroneamente) glossato come kazetanuki (風貍/かぜたぬき) o "cane procione del vento" nel Wakan sansai zue, a causa del fatto che "lí" (狸S) è comunemente letto come tanuki dai giapponesi.
Il termine fengli, scritto in questi caratteri, deriva dallo Yuheng zhi (桂海虞衡志S, lett. "Trattati del Sovrintendente e Guardiano del Mare di Cannella"). Nelle fonti di lingua inglese, la creatura è tradotta in particolare con il termine generico "gatto del vento".
Altri nomi
Nel Bencao Gangmu sono riportati diversi alias per fengli, uno dei quali è fengmu (風母T, 风母S, fēng mǔP). Il carattere "mǔ" (母S) designa la figura materna, per cui può essere tradotto letteralmente come “madre del vento” che è il nome alternativo utilizzato nell'enciclopedia Taiping yulan. Questo nome può essere ricavato dal Nanzhou yiwu zhi (~異物志T, 南州异物志S, lett. "Archivio di oggetti straordinari di Nanzhou"), citato erroneamente come Guangzhou yiwu zhi (广州~S, 廣州~P).
Un'altra denominazione è fengshengshou (風生獸S, fēng shēng shòuP) con il carattere "sheng" (生S) che significa "vita; nascita", e "shòu" (獣S) che significa "bestia" e potrebbe essere tradotto in questo contesto "bestia nata dal vento". Questa denominazione è menzionata nello Shizhou ji (海内十洲記S, lett. "Cronache delle dieci isole nel mare"), così come nel Baopuzi.
Un resoconto completo sul fengli è fornito nel Bencao Gangmu (1596), nella sezione "Secondo volume sui quadrupedi", ma alcuni pseudonimi e titoli di opere sono citati erroneamente, attingendo a fonti come la voce "fengmu" nell'Enciclopedia Taiping Yulan (c. 980). Nel Bencao Gangmu sono riportate diverse altre denominazioni per il fengli, tra cui denominazioni che utilizzano la figura della scimmia in modo più esplicito.
Tra i diversi nomi menzionati dallo Shizhou ji vi è anche pinghou (cinese: 平猴S, píng hóuP giapponese: heikō) “scimmia piatta”.
Un altro menzionato nome nella raccolta enciclopedica Lingnan yiwu zhi (嶺南異物志S, lett. "Archivi di oggetti straordinari di Lingnan") è fengxing (風猩S,  fēng xīngP) a volte tradotto goffamente come "orango del vento", in riferimento a un'altra creatura generalmente associata a questo animale, usando questi caratteri: lo xing-xing.
Tra i vari nomi per fengli presentati nel Bencao gangmu, c'è il nome jiqu (狤𤟎/吉屈S, jí qūP, giapponese: kikkutsu o kekkutsu), i cui caratteri "jí" (吉; 狤S) e "qū" (屈; 𤟎S) sono stati tradotti come "colui che si inchina alla buona sorte". Nell'enciclopedia in questione, è tuttavia trattato in un capitolo separato da fengli, rispettivamente nei capitoli 16 e 15. Avendo una forma e una dieta alquanto diverse da quelle del fengli, alcuni esperti suggeriscono che si trattasse in realtà di una specie distinta.

## Caratteristiche

### Aspetto
Le fonti divergono sull'aspetto effettivo della creatura, ma è generalmente accettato che questo animale abbia uno stile di vita arboricolo. È in grado di volare o planare tra gli alberi o su rocce scoscese, nutrendosi di frutta o insetti a seconda della fonte.

### Dimensioni
Le fonti cinesi parlano di questo animale come avente all'incirca le dimensioni di un animale designato dal carattere cinese lí (貍S), interpretato come il gatto leopardo o una lontra secondo il Bencao gangmu.
Il fengshengshou (風生獸S), è descritto come di colore blu/verde e simile a un leopardo, ma delle dimensioni circa dello xing-xing.
Altre fonti parlano di un animale con un aspetto che lo avvicina direttamente a figure simili a scimmie. Nelle fonti che nominano l'animale come fengxing (風猩S), è descritto come imparentato con le scimmie, ma di dimensioni più piccole. Il bencao gangmu la menziona come avente una coda corta, simile a una piccola scimmia con gli occhi rossi, una descrizione che la fa assomigliare a una lepre. Il jiqu, di cui si dice sia stato descritto un grande individuo, pesava 10 jin (un equivalente cinese della libbra) e assomigliava a una lontra. Era quasi glabro, non aveva peli sulla testa, sul corpo o sugli arti anteriori, ma una fascia di peli blu (o verde) correva dal naso, lungo la spina dorsale, fino alla coda. Questa fascia era larga circa 1 cun (circa un pollice), con singoli peli che misuravano da 3 a 4 fen (da 0,3 a 0,4 cun).

### Mantello e colore
Il colore del suo mantello tende a variare da una fonte all'altra, tuttavia tutte condividono la caratteristica di descrivere l'animale come dotato di un mantello maculato simile a quello di un leopardo. Quanto al colore preciso, anche il Bencao Gangmu rimane evasivo su questo argomento: o "blu-verde, giallo e nero" o "giallo-verdastro intervallato di nero", a seconda della traduzione.

## Distribuzione geografica
Secondo il Běncǎo gāngmù i fengli abitavano in luoghi come Yong zhou (nell'attuale Guangxi), una delle vecchie province (zhou) nel Lingnan (aree a sud delle "Cinque Creste"/ Monti Wuling), e altrove più a sud nel Lingan.
Il fengli è stato trovato anche in alcune parti occidentali di Shu (蜀S, arcaico per Sichuan), in aree chiamate "fuori Xijao" (蜀西徼外S).
Il fengli (fūri) non era una creatura nota in Giappone secondo il "Wakan sansai zue" di Terajima Ryōan. Tuttavia il "Mimibukuro" di Negishi Yasumori, afferma che a volte si incontrano in Giappone e li considera un "tipo di tanuki".
L'"Hirowa Honsho" (pubblicato nel 1759) considera il nome giapponese per il 狤𤟎 (= tanuki del vento) come Kamaitachi, e scrive che appaiono frequentemente a Noshu (provincia di Noto), e che se ti siedi in una città o in una casa privata di notte, appariranno dal nulla e ti faranno del male. Aggiunge anche che l'altro nome dato loro dalle persone della regione di Reinan è Tanuki del vento.

## Tratti comportamentali
Secondo l'autore cinese Chen Zangji, il fengli è piccolo e simile a un coniglio, si dice che voli nel vento, viaggia da un albero all'altro e mangi frutta. Si dice che il cibo preferito della bestia del vento siano i ragni.
Si afferma inoltre che durante il giorno giace rannicchiato e immobile a pancia in giù, come un riccio, mentre di notte diventi attivo e agile, o voli in aria quando si alza il vento, o "salti molto in alto con il vento, attraversando scogliere e passando sopra gli alberi - come uccelli che volano nell'aria", come riassume il bencao gangmu.

## Sistema di difesa
Il bencao gangmu scrive che quando la creatura incontra un umano, adotta un atteggiamento di sottomissione e paura, "chinando la testa e sembrando implorare pietà".
Il fengli (o fengxing o fengshengshou) veniva descritto come un animale debole, che sembrava morire facilmente quando colpito, ma si rianimava immediatamente girando la bocca verso il vento. Si dice che il fengshengshou sia invulnerabile alle lame, invulnerabile al fuoco e possa essere ucciso solo schiacciandone le ossa in polvere e rompendogli il cervello. Un'altra fonte afferma che può anche essere ucciso all'istante tappandogli il naso con il rizoma (radice) dell'Acorus gramineus.

## Strumenti magici
Secondo il folclore degli abitanti del sud, si dice che il fengli sia in grado di utilizzare vari strumenti per cacciare o nascondersi dai predatori. Ad esempio, porta sempre con sé un oggetto scritto con il carattere "杖" che può essere interpretato come una bacchetta o un piccolo bastone, che punta per rendere immobili o incapaci di volare o correre uccelli o altri animali. Quando un essere umano ottiene questo famoso strumento, può anche usarlo per immobilizzare le proprie prede. Ma il fengli non rinuncia facilmente al suo prezioso bastone e, se per sfortuna viene catturato, getta via il suo strumento in modo che non venga trovato dai suoi aguzzini. È solo sotto costrizione, dopo averlo colpito cento volte o dopo averlo colpito sufficientemente forte che l'animale finisce per indicare dove si trova il suo bastone.
Secondo gli esperti nell'arte di curare le "malattie del vento", questo bastone sarebbe in realtà un filo d'erba come un altro, di poco più di 1 chi (piede cinese), che il fengli trova a caso prima di romperlo per il suo uso.
L'erba magica del fūri è menzionata anche nel saggio del periodo Edo Mimibukuro, e include un aneddoto secondo cui qualcuno che rubò l'erba a un fūri, cercò di catturare l'uccello arrampicandosi su un albero, e quando gliela porse, l'uccello e quella persona caddero entrambi dall'albero.

## Proprietà medicinali
Si dice che mangiare circa 10 jin di cervello di jingli mescolato con fiori di crisantemo garantirà una durata di vita di 500 anni. Tuttavia il biologo Minakata Kumagusu spiega che l'affermazione sulla longevità è stata fatta probabilmente a causa del ragionamento che gli immortali (xianren) erano considerati capaci anche di volare come i fengli.
Si dice anche che l'urina dell'animale curi il "grande vento" (大風, un antico termine per indicare la lebbra). Alcune malattie venivano attribuite al vento, da qui la presunta efficacia dell'urina di questa creatura. Quest'ultima veniva descritta come simile al latte e difficile da ottenere, ma può essere raccolta se la creatura viene allevata in cattività.

## In Giappone

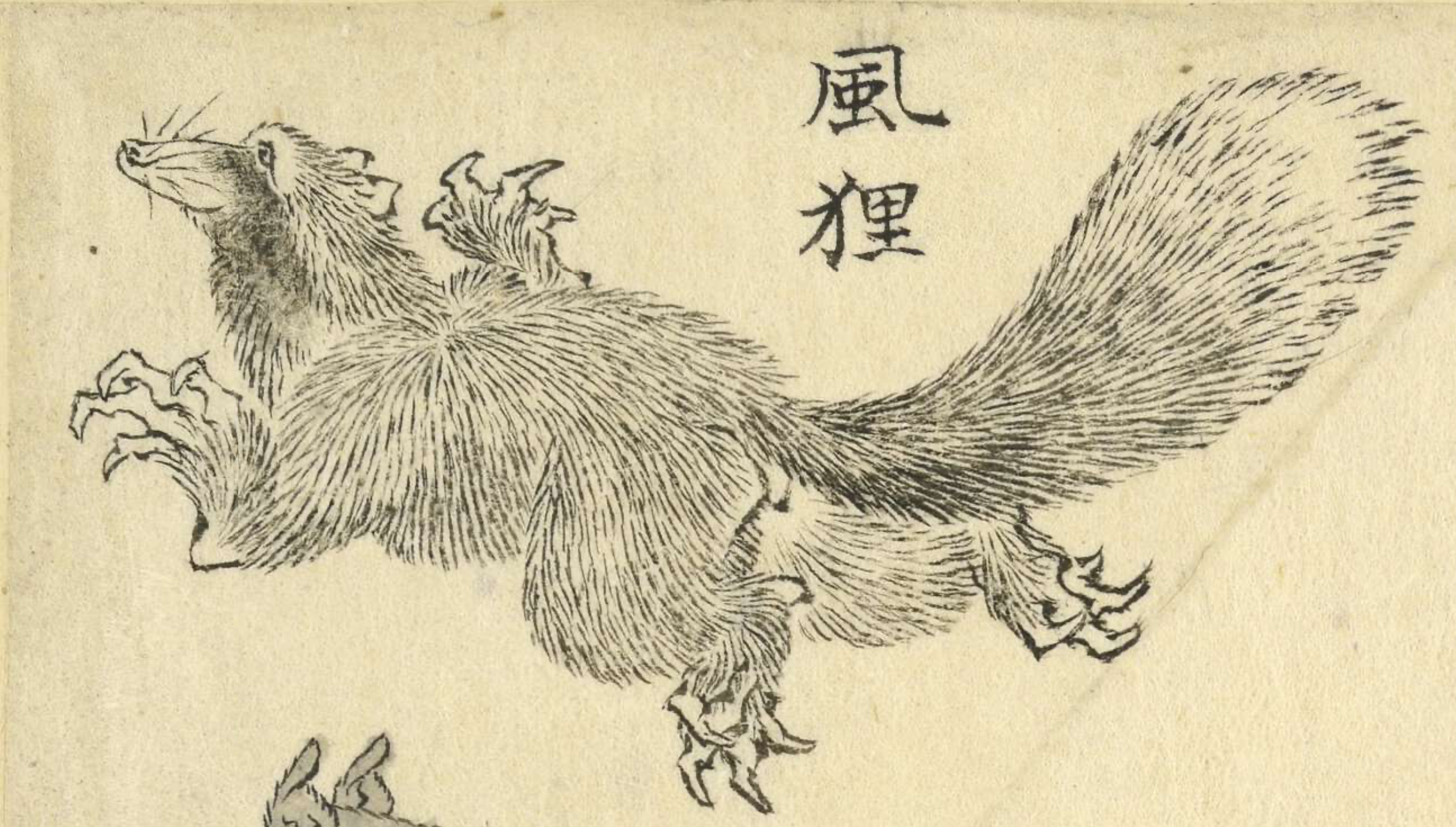
Un kazetanuki, con la forma di un cane procione volante, in un edizione del Wakan sansai zue del 1820, di Katsushika Hokusai.

In Giappone, durante il periodo Edo, il carattere cinese lí (貍S) era già utilizzato per riferirsi al cane procione con il suo nome tanuki nel Giappone centrale. Nel Wakan sansai zue, pubblicato nel 1712, la creatura è menzionata subito dopo il tanuki dove mantiene gli stessi caratteri presenti nel Bencao Gangmu, dove è indicato come fūri, ma la cui pronuncia giapponese è quella di kazetanuki (風貍/かぜたぬき?, lett. "tanuki del vento").

## Identificazione con la fauna reale
Colugo

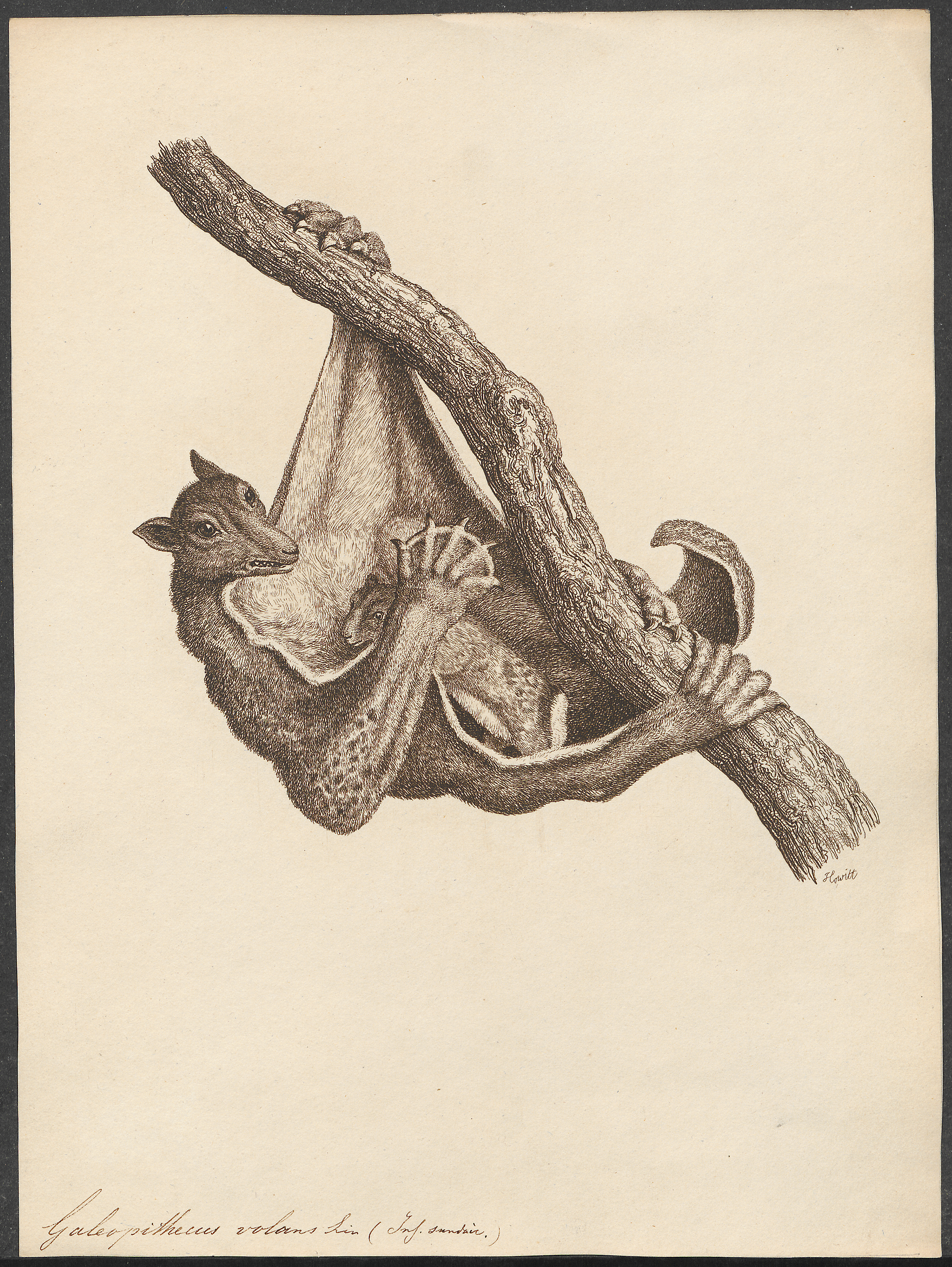
Un colugo.

Minakata Kumagusu ha ipotizzato che possa trattarsi di un colugo, o lemure volante, che assomiglia a un pipistrello (e un tempo si pensava fosse strettamente imparentato con esso). A differenza dei pipistrelli, che hanno ali lisce e glabre, la superficie superiore della membrana alare del colugo è pelosa. Questa teoria è stata introdotta anche in un recente libro sugli yōkai.
Scoiattolo volante gigante
Un'identificazione ipotetica con lo scoiattolo volante gigante rosso (Petaurista petaurista: cinese :棕鼯鼠S) è stata suggerita da Yang Wuquan.
Civetta delle palme
La traduzione giapponese del 1931 del Bencao gangmu (Honzō kōmoku) di Suzuki indica che il suo nome scientifico è incerto, ma nelle note marginali menziona l'opinione dell'ittiologo Shigeru Kimura che potrebbe trattarsi del musang la comune civetta delle palme asiatica.
Uno studioso cinese ha anche esplorato la possibilità che la civetta delle palme mascherata (Paguma larvata, nome cinese:果子狸S, guoziliP) possa essere attestata come fuli negli scritti classici cinesi.
Lori lento
Il sacerdote gesuita tedesco Ignatius Sichelbart, che servì come pittore di corte per gli imperatori Qing, dipinse il Fengxing tu con realismo dettagliato, l'aspetto dell'animale disegnato corrisponde al lori lento.
L'identificazione del fengli con il lori lento appare nella Materia Medica di Bernard Emms Read, sebbene abbia usato il nome cinese dell'animale, lan hou (懒猴T, 树懒S), che ha tradotto letteralmente come "scimmia pigra". L'opinione che il fengli appartenga al genere dei lori lenti è affermata anche in un articolo del 2004 di Tochio, uno studioso di storia delle scienze naturali.